# Przynotecko
Przynotecko (niem. Netzbruch) – wieś w Polsce położona w województwie lubuskim, w powiecie strzelecko-drezdeneckim, w gminie Stare Kurowo.
Według danych z 2011 roku miejscowość zamieszkiwało 475 osób.

## Części wsi
| SIMC    | Nazwa  | Rodzaj    |
| ------- | ------ | --------- |
| 0187375 | Czajki | część wsi |

## Historia
Wieś powstała w 1606 na osuszonych terenach doliny Noteci (przywilej Joachima Fryderyka, elektora brandenburskiego), ale pierwsi osadnicy pojawili się dopiero w latach 1621-1622, ponieważ warunki w dolinie były bardzo trudne, a ziemie bagniste. Osadnicy mieli szerokie przywileje, m.in. prawo wyboru sołtysa i ławników. Po sześćdziesięciu latach ziemia przechodziła na ich własność, za opłatami czynszowymi. Protestanccy osadnicy wznieśli swoją świątynię w 1718 lub 1728 (od połowy XVIII wieku był to kościół parafialny).
W latach 1975–1998 miejscowość administracyjnie należała do województwa gorzowskiego.

## Zabytki
Do wojewódzkiego rejestru zabytków wpisany jest:
- kościół ewangelicki, obecnie rzymskokatolicki filialny pod wezwaniem Matki Boskiej Częstochowskiej, szachulcowy, z dobudowaną później wieżą, wzniesiony w 1728[8]

inne zabytki:
- szkoła z 1881